# دی‌متیل روی
دی‌متیل‌روی (به انگلیسی: Dimethylzinc) با فرمول شیمیایی Zn(CH۳)۲ یک ترکیب شیمیایی است. که جرم مولی آن 95.478 g/mol می‌باشد. 